# Lore Tappe
Lore Tappe-Musch (* 23. April 1934 in Bremerhaven; † 12. Februar 2014 in Schwerin) war eine deutsche Schauspielerin und Hörspielsprecherin.

## Leben
Lore Tappe wuchs in Halle an der Saale auf. Sie studierte an der Sporthochschule, spielte nebenbei Theater, legte ohne Wissen ihrer Eltern die Aufnahmeprüfung für Schauspiel ab und studierte an der Theaterhochschule Leipzig. Nach dem Studium war sie an den Theatern Eisenach, Wismar und Halle tätig.
Von August 1966 bis Ende 1999 war sie am Mecklenburgischen Staatstheater Schwerin engagiert, wo sie auch in späteren Jahren immer wieder gastweise auftrat und eine große Zahl von Rollen spielte. So war sie die Winnie in Samuel Becketts Stück Glückliche Tage oder wirkte unter der Regie von Christoph Schroth als Klytaimnestra in den Entdeckungen 5: Antike mit.
Große Popularität erreichte sie 1979 als Mephisto in Schroths Inszenierung von Faust I und Faust II, die beide an einem Abend gezeigt wurden. Dieses Stück stand zehn Jahre lang auf dem Spielplan, letztmals am 4. Juni 1989 mit der 106. Aufführung. Der Theaterkritiker Martin Linzer schrieb über ihre Darstellung des Mephisto: „Eine tolle komödiantische Leistung, mit Verve gespielt und mit Lust, immer in Bewegung, immer am Partner dran, flink, wach, auf alles reagierend, alles in Aktion umsetzend. Faszinierend!“ 1995, 1997 und 2000 spielte sie unter der Regie von Ernst M. Binder die Rolle der Trude in den Uraufführungen der drei Teile von Einar Schleefs Totentrompeten.
Von Lore Tappe sind wenige Arbeiten vor der Kamera bekannt, insbesondere in den 1980er Jahren wirkte sie in einer Reihe von Hörspielproduktionen des Rundfunks der DDR mit. Tappe war mit dem Opernsänger Dietrich Musch verheiratet. 79-Jährig verstarb sie in der mecklenburgischen Landeshauptstadt.

## Theater (Auswahl)
- 1979 Mecklenburgisches Staatstheater Schwerin, Johann Wolfgang von Goethe, Faust (1. und 2. Teil), Regie: Christoph Schroth, Rolle: Mephistopheles
- 1981 Mecklenburgisches Staatstheater Schwerin, Bärbel Jaksch und Heiner Maaß nach Anna Seghers: Das siebte Kreuz, Regie: Christoph Schroth, Rolle: Frau Heisler
- 1982 Mecklenburgisches Staatstheater Schwerin, Entdeckungen 5 – Antike, Regie: Christoph Schroth, Rolle: Klytaimnestra
- 1984 Mecklenburgisches Staatstheater Schwerin, Friedrich Schiller / Volker Braun: Demetrius/Dmitri. Regie: Christoph Schroth, Rolle: Marfa
- 1992 Mecklenburgisches Staatstheater Schwerin, Peter Dehler: Glatze, Uraufführung, Regie: Peter Dehler

## Filmographie
- 1984: Iphigenie in Aulis (Theateraufzeichnung)
- 1989: Ein brauchbarer Mann
- 1991: Trutz

## Hörspiele
- 1970: Sagen aus Mecklenburg (1): Der Riesenbackofen – Autor: Heinrich Alexander Stoll – Regie: Detlef Kurzweg
- 1975: Sieben Wochen – Autor: Jan Petersen – Regie: Christoph Schroth
- 1981: Gianni – Autor: Joachim Staritz – Regie: Barbara Flath
- 1982: Der Mond scheint auf Großmittelklein – Autor: Hans-Werner Honert – Regie: Christoph Schroth
- 1983: Mirabellen – Autorin: Maria Seidemann – Regie: Reiner Flath
- 1985: Mandragola – Autor: Niccolò Machiavelli – Regie: Joachim Staritz
- 1985: Die Jacke – Autorin: Kristina Handke – Regie: Joachim Staritz
- 1985: Träume sind Schäume – Autor: Christian Nowack – Regie: Joachim Staritz
- 1986: Hoffnung hält jung – Autor: Christian Nowack – Regie: Joachim Staritz
- 1986: Hase und Igel – Autor: Christin Nowack – Regie: Joachim Staritz
- 1986: Dubrowski – Autor: Alexander Puschkin – Regie Joachim Staritz
- 1986: Die Bärenhaut – Autoren: Brüder Grimm – Regie: Joachim Staritz
- 1986: Clown Alfredo – Autor: Mario Göpfert – Regie: Reiner Flath
- 1986: Gesund sein ist alles – Autor: Henryk Bardijewski – Regie: Joachim Staritz
- 1986: Aschenputtel ’86 – Autor: Heinz Kahlau – Regie: Joachim Staritz
- 1987: Das Gemeindekind – Autorin: Marie von Ebner-Eschenbach – Regie: Joachim Staritz
- 1987: Die Martinsgans – Autor: Ehm Welk – Regie: Reiner Flath
- 1988: Bumsvallera – Autor: Andreas Anden – Regie: Joachim Staritz
- 1993: Mann im Zug, Mann im Haus, Mann im Strauch – Autor: Andreas Knaup – Regie: Joachim Staritz